# Мартыновка (Сумская область)
Мартыновка (укр. Мартинівка) — село, Мартыновский сельский совет, Тростянецкий район, Сумская область, Украина.
Код КОАТУУ — 5925085001. Население по переписи 2001 года составляло 456 человек.
Является административным центром Мартыновского сельского совета, в который, кроме того, входят сёла
Артемо-Растовка,
Золотаревка и
Хмелевец.

## Географическое положение
Село Мартыновка находится на берегу реки Олешня, выше по течению на расстоянии в 1 км расположено село Золотаревка, ниже по течению примыкает село Олешня. Рядом проходит железнодорожная ветка.